# 張廣叔
張廣叔（？—？），清朝政治人物。
光绪年间，擔任廣東廣州府永安縣知縣（現紫金縣知縣）。后由黃秉權接任。